# Bahía de Henry Reid
La bahía de Henry Reid es una bahía situada en Nueva Bretaña Oriental. Se encuentra dentro de otra bahía, Wide Bay, que asila junto a Open Bay la península de Gazelle. La distancia de separación entre cabos es de 7,30 km y se encuentra a 50 km sur de Rabaul, la capital de la isla.

## Clima
El clima de la zona es tropical, con una temperatura media de 4 °C. La precipitación promedio es de 6322 milímetros por año. El mes más lluvioso es julio, con 1297 milímetros de lluvia, y el mes más seco es febrero, con 169 mm de lluvia.

## Historia
Antes de la Segunda Guerra Mundial, la zona era un lugar de plantación de cocoteros y otras especies destinadas a la exportación que antiguamente era llamado por el nombre de Homhovulu. No obstante, cona la llegada de los japoneses a Nueva Bretaña, el área de cultivo fue abandonada en febrero de 1942 y en su lugar se construyeron líneas defensivas que luego se convertirían en un puerto militar. Hacia el final de la Campaña de Nueva Bretaña, liderada por los aliados, se produjo un desembarco en la bahía de Jacquinot. Las tropas australianas se dirigieron hacia el norte, tomando la zona durante la batalla de Wide Bay. La bahía sirvió como hidropuerto hasta el final de la guerra, operando PBY Catalinas de la RNZAF.